# ケニア

ケニア共和国
Jamhuri ya Kenya（スワヒリ語）
Republic of Kenya（英語）

国の標語：Harambee（スワヒリ語）
共に働こう
国歌：Ee Mungu Nguvu Yetu（スワヒリ語）
Oh God of All Creation（英語）
おお、万物の神よ

ケニア共和国（ケニアきょうわこく）、通称ケニアは、東アフリカに位置する共和制国家で、イギリス連邦加盟国である。北にエチオピア、北西に南スーダン、西にウガンダ、南にタンザニア、東にソマリアと国境を接し、南東はインド洋に面する。
首都のナイロビはアフリカ大陸有数の世界都市で、国際連合環境計画と国際連合人間居住計画の本部が置かれている。

## 国名
正式名称はスワヒリ語で「Jamhuri ya Kenya」、英語では「Republic of Kenya」。日本語での表記はケニア共和国。通称「ケニア」。「ケニヤ」とも表記する。国名はアフリカ大陸で二番目に高いケニア山（5,199メートル）に由来する。

## 歴史

### クシ語系の民族移動
紀元前2000年ごろに北アフリカからケニア地域へクシ語系の民族移動が行われた。

### バンツー系の民族移動
紀元前1000年までに、バンツー語系、ナイル語系の民族がケニアの地域に移動し、今日のケニア国民を形成する民族として定住した（en:Bantu expansion）。

### アラブの進出とスワヒリ文明の勃興
7、8世紀ごろにはアラブ人が海岸地域に定住しており、モンバサやマリンディなど交易の拠点を建設した。10世紀までに、ケニア沿岸部にはバンツーとアラブの言語が混ざったスワヒリ語のスワヒリ文明が栄え始めた。1418年ごろに明の鄭和の艦隊の一部がマリンディにまで到達した記録が残っている。15世紀末、ヴァスコ・ダ・ガマの来訪をきっかけにポルトガル人が進出するも、やがて撤退しアラブ人が再進出。18世紀にはアラブ人の影響力が内陸部にまで及び、奴隷貿易や象牙貿易などが活発になる。

### オマーン帝国
1828年にはオマーン帝国のスルタンであるサイイド・サイードがモンバサを攻略した。

### イギリスの進出

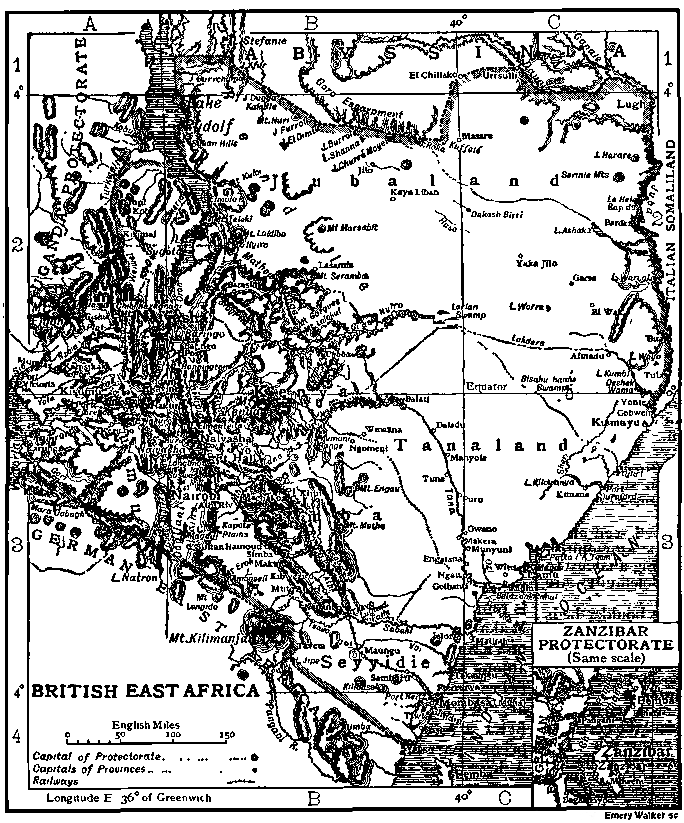
イギリス領東アフリカ（1911年）

19世紀にアフリカの植民地化が進むと、ケニア沿岸にはイギリスとドイツ帝国が進出。権力争いの末にイギリス勢が優勢となり、1888年には沿岸部が帝国イギリス東アフリカ会社（IBEA）により統治されるようになった。1895年にイギリス領東アフリカが成立。1895年から1901年の間に、モンバサからキスムまでの鉄道が英国によって完成した。1896年のアングロ＝ザンジバル戦争で敗れたスルタンがザンジバル・スルタン国（1856年 - 1964年）に根拠地を移した。1902年、ウガンダもイギリスの保護領となり、イギリスの影響が及ぶ地域が内陸部に広がった。1903年に鉄道はウガンダまで延びた。1920年には直轄のケニア植民地となる。

### 政治運動の始まり

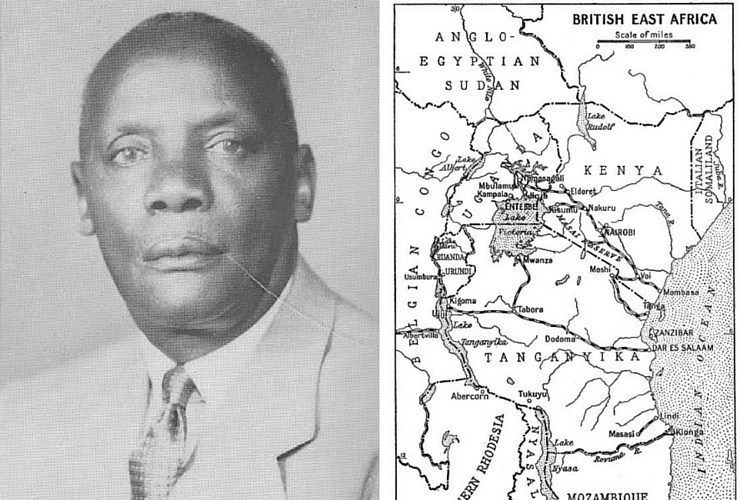
ハリー・トゥクと1920年代の東アフリカ一帯

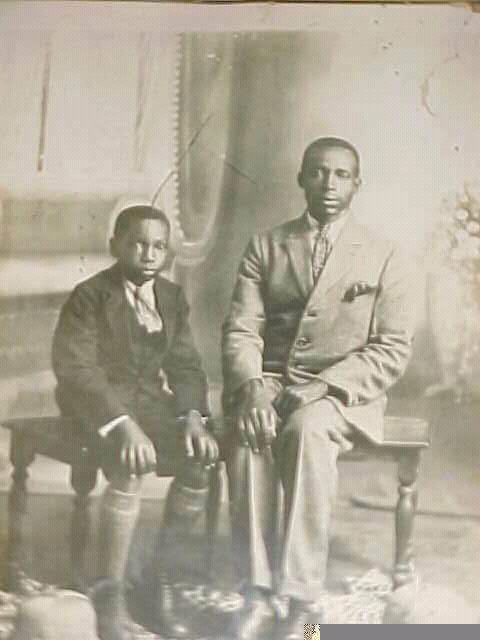
ジェームス・ボータ（右）と息子

1921年6月10日、ハリー・トゥクによってキクユ青年協会（YKA）が設立され、政治運動が始まった。1924年にYKAの政治活動が禁止されると、ジェームス・ボータらによってキクユ中央協会（KCA）が結成された。
1940年、第二次世界大戦でイタリア領東アフリカとの戦場になると、KCAも政治活動が禁止された。のちにマウマウ団の乱の際、一部の活動家が組織をKCAと自称していたのはキクユ中央協会の活動を継承していたためである。1942年にケニア・アフリカ学生同盟（Kenya African Study Union、KASU）が設立され、1947年にジョモ・ケニヤッタが加わりケニア・アフリカ同盟（KAU）に改組された。

### マウマウ団の乱
1952年 - 1956年ケニア土地自由軍（KLFA）が植民地政府に対してマウマウ団の乱を起こし、イギリスへの抵抗運動が始まった。マウマウ団の乱は敗北した。このとき、KAUのメンバーであったジョモ・ケニヤッタが投獄されている。当時、グレンデールのホウィック男爵の草分けであるイヴリン・ベアリングがケニア総督（在任1952年 - 1959年）であった。

### 独立とケニヤッタ政権

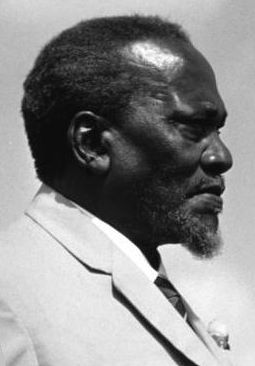
ジョモ・ケニヤッタ初代大統領

反乱を契機に独立の機運が高まった。1960年には、KAUの中心メンバーによって、ケニア・アフリカ民族同盟（KANU）が結成され、同時期にKADUが結成された。一国体制と連邦体制と両方の意見を持つ2つの政党、KANUとKADUの間で意見の対立があったが、James Gichuru、ジャラモギ・オギンガ・オディンガ、トム・ムボヤが率いるKANUが主導となる。
1963年に英連邦王国として独立。翌1964年に共和制へ移行し、ケニア共和国が成立した。初代大統領に就任したジョモ・ケニヤッタやダニエル・アラップ・モイは、冷戦中の当時「アフリカ社会主義」を掲げて親ソビエト連邦の姿勢を示した。国内的にはケニア・アフリカ民族同盟（KANU）の一党制が敷かれ、その後は一貫して西側寄りの政策を採った。のちにKANUを飛び出したオギンガ・オディンガがKPUを設立した（1969年に活動禁止となる）。ケニヤッタ政権下でケニアは経済成長を遂げた。

### モイ政権
1978年のケニヤッタ死去後、ダニエル・アラップ・モイが第2代大統領に就任した。1982年8月、空軍クーデター未遂事件が起きた。
1991年に複数政党制を導入。ムワイ・キバキはKANUを飛び出して民主党（DP）を結成。2000年、モイがケニヤッタの息子、ウフル・ケニヤッタをKANUの後継者とし、en:The National Allianceと改組された。
1998年8月7日には、首都ナイロビのアメリカ合衆国大使館がアルカーイダによって攻撃されるアメリカ大使館爆破事件が発生し、数千名の死傷者を出した。

### キバキ政権
2002年の総選挙の結果、旧KANU政権の継続を阻止しようとしたムワイ・キバキを代表とする大小多数の政党による連合組織「国民虹の連合（NARC）」が選挙に勝利し、初めての政権交代が実現した。しかしキバキは公約であった憲法見直しに着手せず、一方で自身の出身部族であるキクユ人優遇策をとり、他方で連合組織内の党派同士の約束を破って連合を分裂させるなど、新たな政権の樹立に期待を寄せた選挙民を裏切った。政権は抵抗勢力と呼ばれ保守色を帯びたキバキ派と改革派の政党LDP（のちにODMに発展）に分裂する。後者の中心はライラ・オディンガであった。2002年以来、審議中のままだった憲法改正は、2005年7月にケニア議会で改正案が承認されたが、改革派は大統領権限の強い性格の改正案に反対であった。11月に国民投票を行ったが改正案は否決され、キバキ大統領は閣僚の交代を余儀なくされた。

### ケニア危機

オレンジ民主運動の支持者たち

2007年12月の大統領選挙は、キバキ派（国家統一党；PNU）と改革派（ODM：オレンジ民主運動）が押すライラ・オディンガとの一騎討ちとなった。当初オディンガ優勢とされたにもかかわらず、同年12月30日、選挙管理委員会がキバキ大統領の再選を発表した。しかし、予想外の結果を不服とする野党勢力が抗議行動に出ると、警官による鎮圧も含め、両派衝突による暴動へと変容した。暴動は、ナイロビのスラムやリフト・バレー州において住民同士の暴力や警官による鎮圧が発生し、死者が1200名超、出たほか、非常に多くの国内避難民を生み出した。
国際連合事務総長コフィー・アナンにより翌年1月に行われた調停の結果、和解の合意がなされ、キバキとオディンガが、大統領と首相を分け合う連立政権が成立することで、2月末に政治的混乱は一応収拾された。連立政権とともに国民の対話と和解の法と暫定憲法が成立する。　
連合政権はその後、本格的に憲法改正作業に着手する。2010年8月4日、国民投票によって新憲法の成立が決まった。新憲法は、1963年にイギリスの植民地支配から独立した際に制定された憲法に代わり、大統領権限の縮小による三権分立の強化など、より制度的な民主化を促進するとみられる。

### ウフル・ケニヤッタ政権
2013年3月の大統領選挙でウフル・ケニヤッタが当選、4月に就任。2013年9月21日にケニアショッピングモール襲撃事件が発生し、ソマリアで活動していたアル・シャバブが犯行声明を出した。
2017年8月の大統領選挙でケニヤッタが再選されたが、最高裁はこれを無効とした。これはアフリカで選挙結果が法的に無効にされた初めてのケースである。同年10月にやり直しの大統領選挙が執行されたが、野党候補のライラ・オディンガがボイコットしたためケニヤッタが圧倒的多数で再選された。

### 2022年大統領選挙
2022年8月9日に実施された大統領選挙について、選挙管理委員長は同月15日、副大統領のウィリアム・ルトが得票50.49%で勝利したと発表した（オディンガは同48.85%）。オディンガは翌16日、選管委員の半数が疑義を呈しているなどとして、委員長が発表した選挙結果の受け入れを拒否と法的対抗手段をとることを表明した。

## 政治

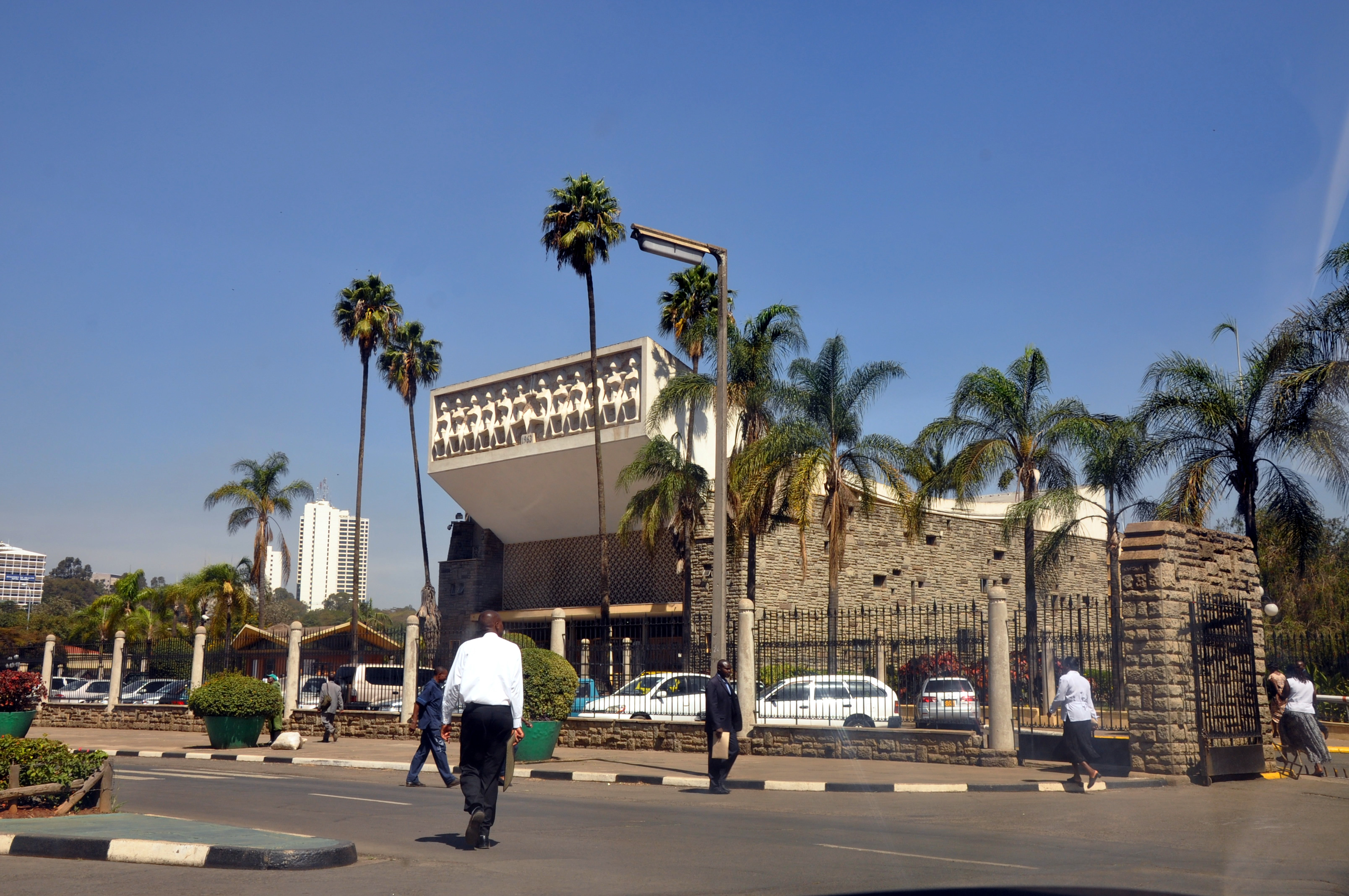
ケニア国民議会議事堂

大統領制をとる。ケニア議会は224議席、任期5年、一院制の国民議会からなっていたが、2013年より二院制（Countyの代表である上院と選挙区議会の下院）に移行した。
2022年に創設された内閣筆頭長官は行政（中央政府）の代表者として立法（議会）との渉外・調整も担当する。韓国における国務総理（首相）職に類似するが、ケニアでは副大統領が大統領欠位時の代行者であると憲法で既定されているため、権限が限られる。

### 政党
建国以来、初代大統領ジョモ・ケニヤッタ、第2代ダニエル・アラップ・モイと長くケニア・アフリカ民族同盟（KANU）が政権の座にあり1党制が続いたが、1991年より複数政党制が導入された。

## 国際関係

### 日本との関係
在日ケニア大使館汚職事件は2009年に起きた大使館用地購入を巡る汚職疑惑事件。翌年、モーゼス・ウェタングラ外務大臣が辞任した（のちに復職）。日本政府から好立地で無料の大使館用地の提示があったにもかかわらず、東京都目黒区の敷地を大使館用地として市井価格より高い金額で現金購入したことが問題となった。
- 在留日本人数 - 681人（2022年10月時点）[12]
- 在日ケニア人数 - 897人（2021年6月時点）[12]

## 地理

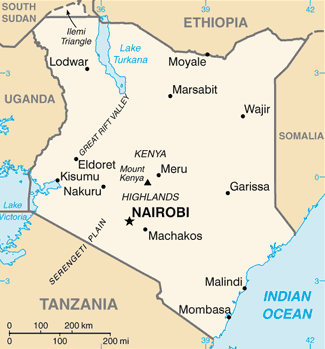
ケニアの地図。ルドルフ湖は現在トゥルカナ湖と呼ばれる。北西部にあるイレミ・トライアングルはケニアが実効支配する。ケニアと南スーダンとエチオピアとの係争地。

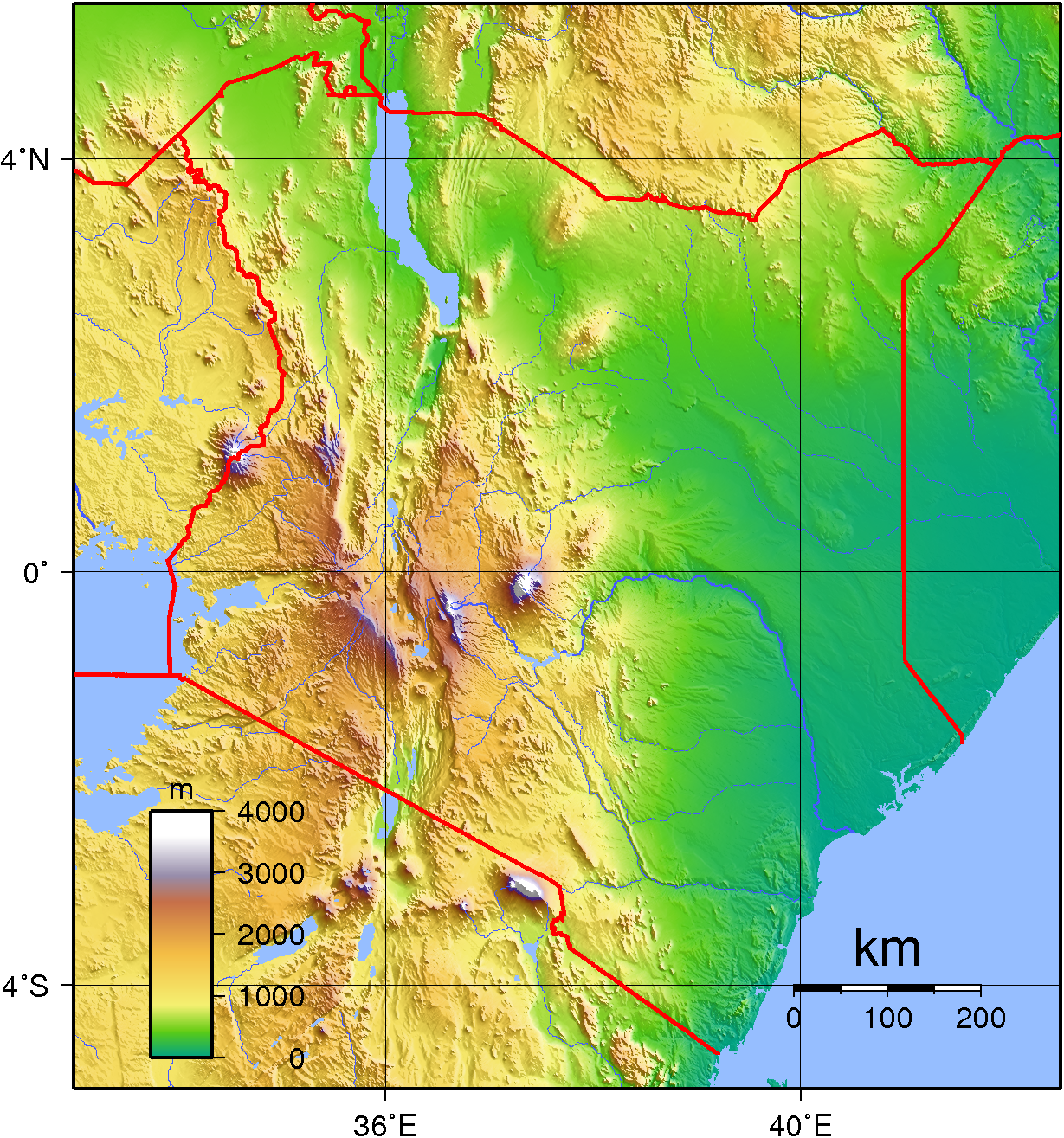
地形図

ケニアの首都ナイロビはマサイ族の言葉で「冷たい水」を意味する。ナイロビはカヤツリグサが茂る沼地に位置する。ケニアはアフリカ大陸北部の赤道付近に位置しており、インド洋やヴィクトリア湖沿岸は年間平均気温が26℃の熱帯性気候である。東部には平野が広がるが、国土の大部分は標高1,100 - 1,800メートルの高原となっているため、年間平均気温が19℃の乾燥した高原サバンナ地帯となっている。11月から3月にかけては北東モンスーン、5月から9月には南東モンスーンと呼ばれる季節風が吹く。最高地点は赤道が通るケニア山（標高5,199メートル）。エチオピアからタンザニアにかけて西部を走る大地溝帯は大地を切り裂いた壮大な地質形態で、「リフト・バレー」と呼ばれる。北からトゥルカナ湖、ナクル湖、ナイバシャ湖、マガディ湖などが並ぶ。

### 国立公園・国立保護区
ケニアの主な国立公園と国立保護区を列記する
- アンボセリ国立公園
- アバデア国立公園[15][16]
- キシテ・ムプングティ海洋国立公園（英語版）
- ケニア山国立公園[17]
- サンブル国立保護区（英語版）
- シンバヒルズ国立保護区
- ツァボ東国立公園（英語版）、ツァボ西国立公園（英語版）
- トゥルカナ湖国立公園群（世界自然遺産＝シビロイ国立公園（英語版）[18]、セントラル・アイランド国立公園[19]、サウス・アイランド国立公園[19]）
- ナイロビ国立公園とデイビッド・シェルドリック野生生物トラスト（ドイツ語版、英語版）
- ナクル湖国立公園[20]
- ヘルズ・ゲート国立公園
- マサイマラ国立保護区
- ルマ国立公園（英語版）[21]

## 地方行政区分
2010年の国民投票により新憲法が制定されると、独立以来続いてきた州を基本とする中央政府主導の国家体制から47のカウンティ（County：日本のイメージで「県」）を地方行政の単位とすることが決定された（地方分権化）。2013年3月に行われた総選挙後にカウンティ政府が設立された。カウンティ政府には中央から多くの権限が委譲され、必要な予算・職員も従来の地方行政区や中央から配置・配転された。カウンティ政府法によって各カウンティの下にはサブ・カウンティ（sub-county）、区（ward）、村（village）などの下位行政区分が設置されている。サブ・カウンティは国会議員（290名）を選出するための選挙区（constituency）に対応している。

### 2013年以前の行政区分
新憲法施行以前の行政区分は州（Mikoa、Province）が設置されていた。

### 主要都市
主要な都市はナイロビ（首都）、モンバサ、キスムがある。

## 経済

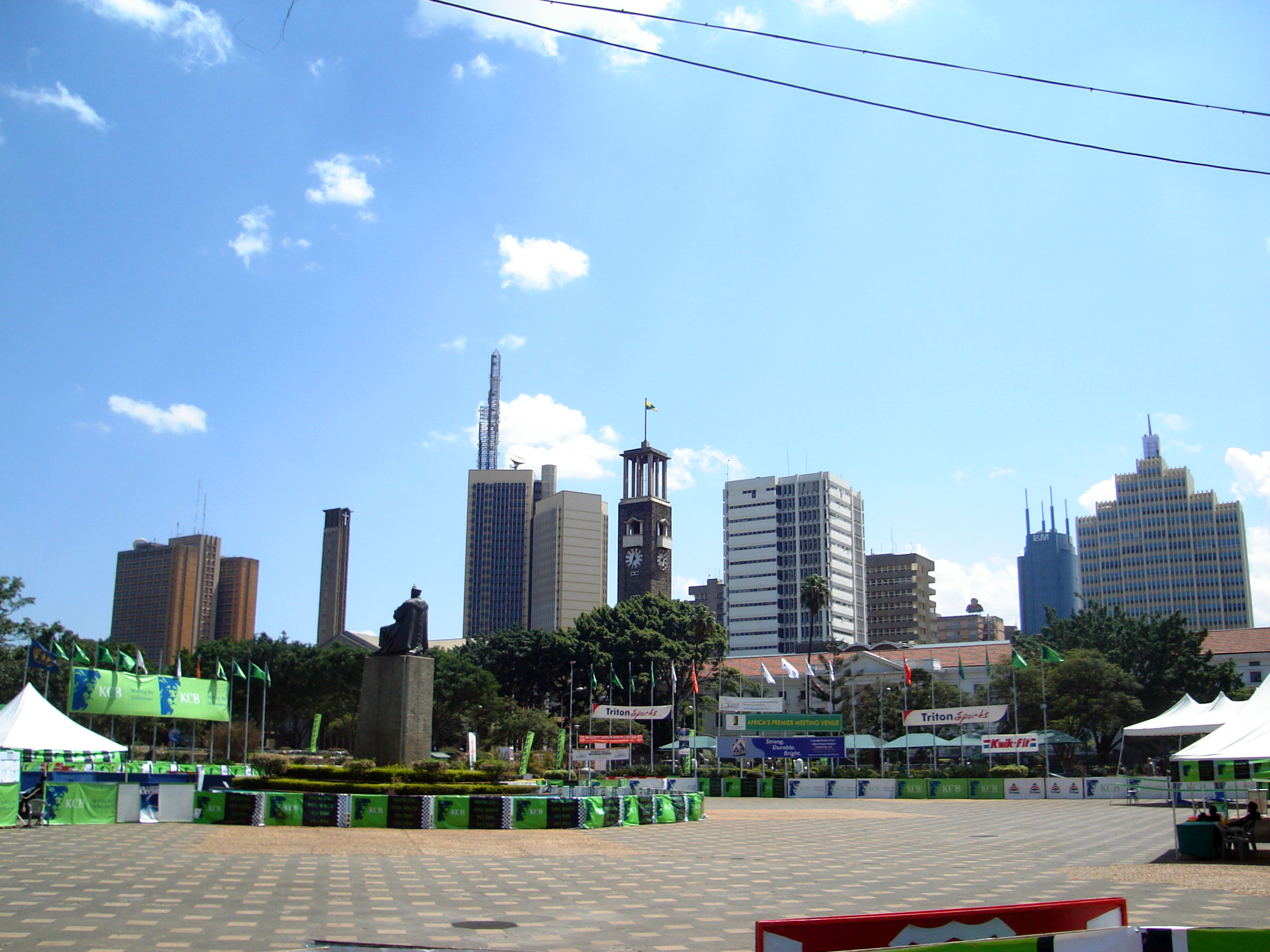
首都ナイロビの景観

ケニアは東アフリカ地域経済の中心として発展し、サファリパークやビーチ・リゾートなどの観光資源に多くの観光客を集めている。
同国の主要産業は農業であり、国内総生産（GDP）の約30%を占めている。また、農業部門はケニアの輸出総額の65%を占めている。農業部門は雇用面でもケニア経済において重要な役割を果たしており、正規雇用に占める割合は約18%（2005年）ほどであるが、労働力人口全体（1,891万人）で見ると70.6%（1,335万人）が農業に従事している（2010年）。さらにケニアの人口の約8割の人々が農業によって生計を立てている。
2010年代には欧州向けの紅茶、花卉の輸出が増加した。自然条件（起伏に富んだ国土、温暖な平野部と冷涼な高地が混在）とケニア政府による園芸産業育成により欧州連合（EU）向け花卉の最大の供給源である。さらに2020年代にはアボカドの輸出も好調さを見せている。　しかし、2020年の輸出額が6.8655億ケニア・シリング、輸入額が20.187億ケニア・シリングと、輸入に頼っている傾向にある。
工業化は他のアフリカ諸国と比べると進んでいる方で、特に製造業の発展が著しい。
独立以来、資本主義体制を堅持し、東アフリカでは最も経済の発達した国となった。しかし、政情不安や政治の腐敗・非能率、貧富の差の増大という問題を抱える。2007年の経済成長率は約7％、2008年は国内混乱の影響で成長率は低迷したが、2009 - 2010年は4 -5%の成長に戻った。
ナイロビは東アフリカの通信・金融・交通の中心都市であり、モンバサは東アフリカ最大の港湾都市であり内陸部への重要な入り口である。1999年にタンザニアやウガンダとともに地域経済の発展のため、関税、人の移動、インフラの向上を目指した東アフリカ共同体（EAC）を形成した（のちにルワンダ、ブルンジが参加）。2004年には関税同盟を確立し、2010年にはEACの共同市場化が発足し、2012年までの自由化と共通通貨の達成を目標としていた。
LAPSSETはインド洋のラム港と、エチオピアや南スーダンを結び、ケニア北部の開発を目的とするインフラ計画である。

### 鉱業
ケニアの鉱物資源は種類、産出量とも少なく、さらに第二次世界大戦から20世紀末にかけて規模を縮小してきた。主な鉱物資源はソーダ灰、塩、マグネシウム鉱物、蛍石、石灰岩、金である。日本の経済産業調査会の『鉱業便覧』Template:要出典詳細によると、1986年にはマグネシウム鉱30万トンを産出し、これは世界シェアの1.7%に達した。塩9.2万トン、金16キログラム、蛍石10万トン、採掘後に工場で加工されたソーダ灰24万トンも記録されている。2004年時点は塩が1.9万トンに減少、その他の鉱物は記録されていない。唯一、金の産出量が1.6トンに拡大している。主な金鉱山は南西部のグリーンストーン帯に分布する。金の採掘は機械化されておらず、手工業の段階に留まっている。
現在、石油は100％輸入に頼っているが、近年、探査の進歩により発見されており、その生産開発が検討されている。また、大地溝帯が南北に貫くナイロビ西方では地熱を開発中で日本企業も参加している|date=2025年6月}}。

### 貿易
2012年のケニアの貿易額は、輸出額が51億6900万ドル、輸入額が120億9300万ドルである（69億2400万ドルの貿易赤字）。
- 主要な輸出品：紅茶（輸出額全体の21.1%）、園芸作物（16.9%）、コーヒー（4.6%）、衣料品・アクセサリー（4.3%）、たばこ・同製造品（3.5%）
- 輸入品：産業用機械、自動車、原油、鉄
- 主要な輸出先：ウガンダ（輸出額全体の13.0%）、タンザニア（8.9%）、英国（7.8%）、オランダ（6.0%）、アラブ首長国連邦（5.5%）
- 主要な輸入元[30]：インド（14.2%）、中華人民共和国（12.2%）、アラブ首長国連邦（10.9%）、サウジアラビア（4.9%）、米国（4.8%）

#### 日本との貿易
対日輸出額は4600万ドル、対日輸入額は9億1100万ドルである。
- 主要な輸出品：植物性原料（34.4%）、コーヒー・茶・香辛料（27.7%）、加工食品（19.3%）
- 主要な輸入品：輸送機器（59.5%）、鉄鋼（19.5%）、一般機械（9.8%）

### シリコン・サバンナ
シリコン・サバンナ(en:Silicon Savannah)  と呼ばれている。

### 格差
ケニアの経済は、極端に富が一部に集中している。5300万人の人口の0.1％以下が、その他の99.9％よりも多くの富を所有している。

## 国民

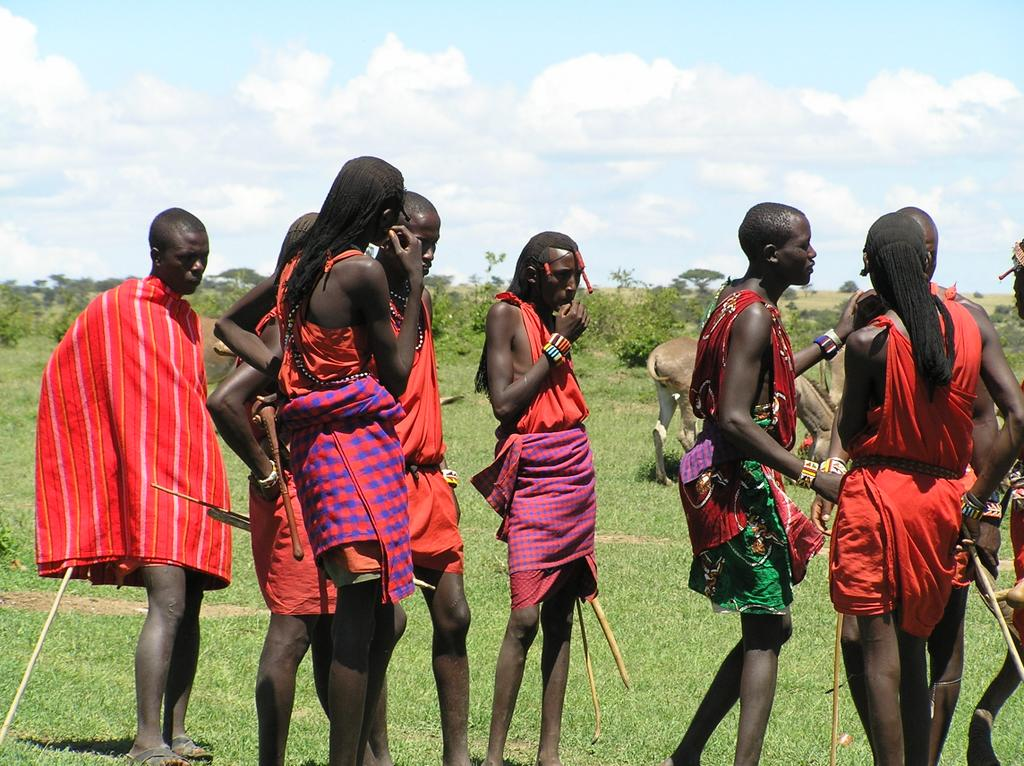
伝統衣装をまとったマサイ族

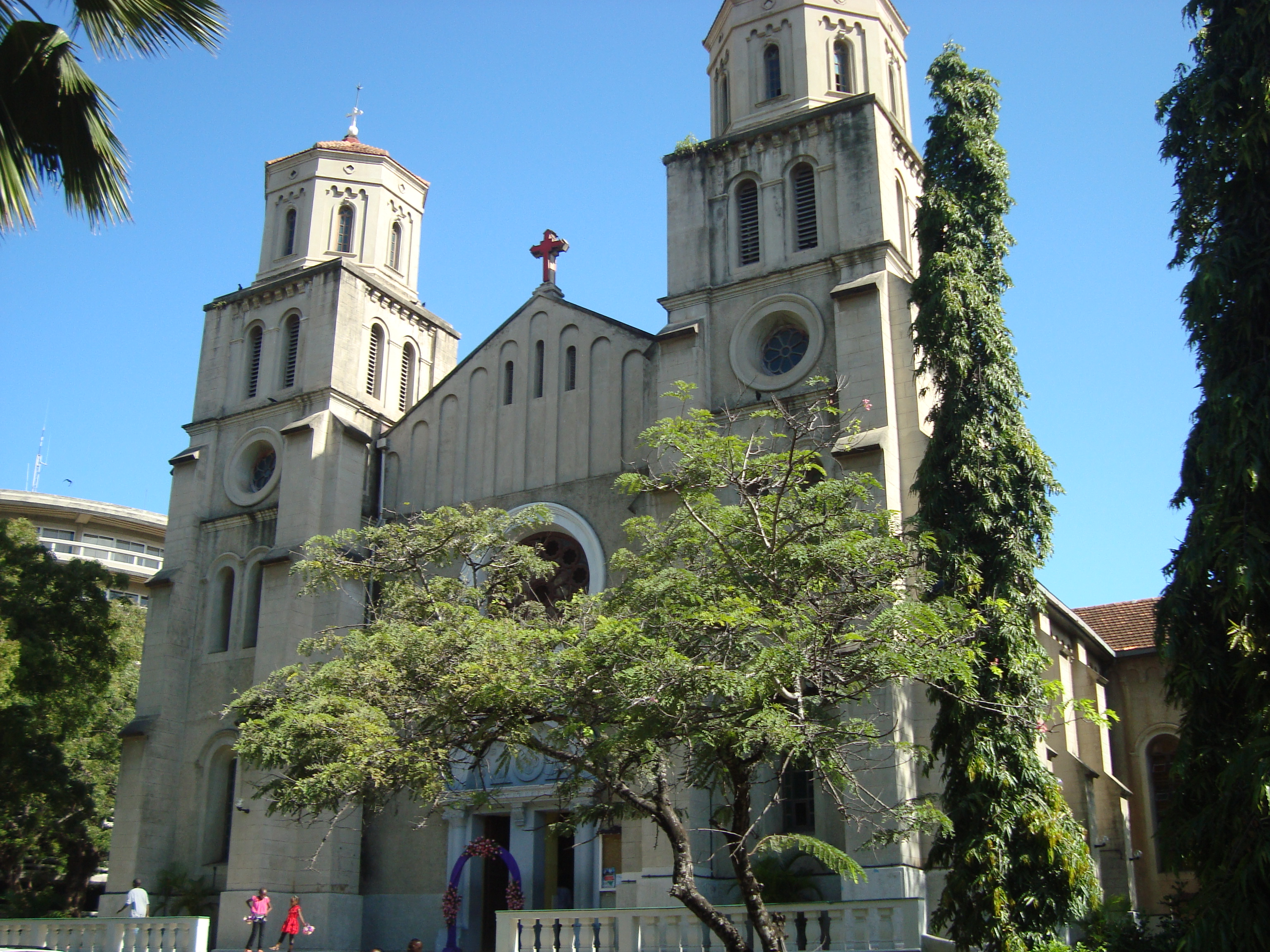
モンバサのカトリック大聖堂

### 人口
総人口は2022年時点世界銀行統計で5403万人。2009年の国勢調査によると総人口3861万97人の内訳は男性が1919万2458人，女性が1941万7639人である。また、CIAワールドファクトブックによる推計では2014年7月時点の総人口は4,501万0,056人である。

### 民族
ケニアの主要な民族の人口は、以下の表の通りである。
|    | 民族          | 人口      | 人口比（%） |
| -- | ------------- | --------- | ----------- |
| 1  | キクユ        | 6,622,576 | 17.2        |
| 2  | ルヒヤ        | 5,338,666 | 13.8        |
| 3  | カレンジン    | 4,967,328 | 12.9        |
| 4  | ルオ          | 4,044,440 | 10.5        |
| 5  | カンバ        | 3,893,157 | 10.1        |
| 6  | ソマリ        | 2,385,572 | 6.2         |
| 7  | キシイ        | 2,205,669 | 5.7         |
| 8  | ミジケンダ \| | 1,960,574 | 5.1         |
| 9  | メルー\|      | 1,658,108 | 4.3         |
| 10 | トゥルカナ    | 988,592   | 2.6         |

ケニアには全部で42の民族が存在していると言われるが、上表の通り上位5位までの民族でケニアの総人口の約3分の2を、上位10位まででその約9割を占めている。また、その他にアジア系、ヨーロッパ人、アラブ人などが少数存在する。ただしこれらの民族/部族区分はイギリスが植民地支配のために造り出したものであり、民族間の境界は存在しなかった。人口比では少数派だが、イギリス系などの大土地所有者や、鉄道建設時に労働力を補いのちに商人としてやってきた「インド系（印僑）」も、政治経済に大きな影響力を保っている。
南部からタンザニア北部にかけて、遊牧民であるマサイ族も存在する。

### 言語

#### 公用語・国語
2010年に制定された憲法では、ケニアの国語（National Language）はスワヒリ語、公用語（Official Language）はスワヒリ語および英語と定められている。司法機関はスワヒリ語よりも英語を重視しており、国民感情にも同様の傾向がある。

#### 民族語
ケニアには英語やスワヒリ語の他に60以上の言語が存在しており、大きく分けてニジェール・コンゴ語族のバンツー諸語、ナイル・サハラ語族のナイル諸語、アフロ・アジア語族のクシ諸語がある。
- ニジェール・コンゴ語族 バンツー諸語
  - キクユ語（話者数約660万人）、ルイヤ語[注釈 6]（約510万人）、カンバ語（約390万人）、キシイ語（約220万人）、メルー語（約170万人）

- ナイル・サハラ語族 ナイル諸語
  - カレンジン語[注釈 7]（約480万人）、ルオ語（約400万人）、トゥルカナ語（英語版）（約100万人）

- アフロ・アジア語族 クシ諸語
  - ソマリ語（約240万人）

#### シェン
シェン（Sheng）とは、1970年代以降に生まれたスワヒリ語や英語、いくつかの民族語の混合言語・スラングであり、主に首都ナイロビで若者を中心として話されている。

### 婚姻
結婚時に改姓すること（夫婦同姓）もしないこと（夫婦別姓）も可能。

### 宗教
宗教は、キリスト教のプロテスタントが47.7%、カトリック教徒が23.5%、その他のキリスト教徒が11.9％、ムスリムが11.2%、伝統宗教の信徒が1.7%、ヒンドゥー教徒が0.1%、その他が1.5%、無宗教が2.4%となっている。

### 教育
2010年の推計によれば、15歳以上の国民の識字率は87.4%（男性：90.6%、女性：84.2%）である。
|          | 純就学率（%） | 純就学率（%） | 純就学率（%） | 教師一人当たりの生徒数（人） | 生徒一人当たり教育支出（%） |
| 男子     | 女子          | 合計          |               | 教師一人当たりの生徒数（人） | 生徒一人当たり教育支出（%） |
| -------- | ------------- | ------------- | ------------- | ---------------------------- | --------------------------- |
| 初等教育 | 82.3          | 83.2          | 82.8          | 46.8                         | 22.3                        |
| 中等教育 | 51.6          | 48.4          | 50.0          | 29.7                         | 21.1                        |
| 高等教育 | 4.7           | 3.3           | 4.0           | -                            | 273.6                       |

主な高等教育機関としてナイロビ大学（1956年、1970年）の名が挙げられる。

## 治安
ケニアの治安は現在、安定しているとは言えない状況にある。発展が著しい反面、国内での貧富の格差拡大による都市部スラムへの人口流入、異なる部族間の土地や資源を巡る対立、不安定な近隣諸国からの難民を含む人口の流入や違法武器・物資の流入などを背景に、各地で様々な凶悪犯罪や暴力事件、日常的な窃盗、置き引きが発生している。
ナイロビ郡においては「シティ・センター」と呼ばれるナイロビ中心街やウエストランド地区で、白昼堂々と武装集団による強盗および禁止薬物売買などの犯罪が起きており、モンバサ郡では現地ツアー・ガイドを装った犯行グループが、モンバサ島のオールドタウンへのツアーと称して外国人観光客を誘導し、銃器を使用して金品を強奪する事案が発生していて、北部や北東部及び北西部地域では部族間で土地、家畜、水を巡る抗争が頻繁に繰り広げられている。さらに沿岸部のリゾート地では、外国人を狙った窃盗、路上強盗及び押し売りなどが発生している。
傍らで日本人の被害事案も多発しており、一部には殺人事件も含まれているとの報告がされている。

## 文化

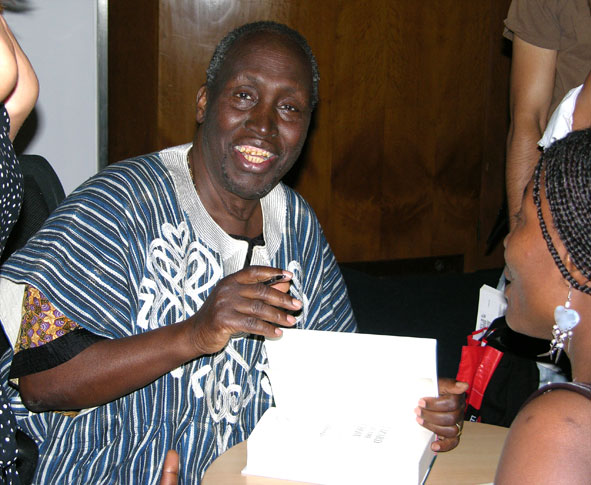
グギ・ワ・ジオンゴはケニア出身の文学者。英語は植民地時代以来の公用語であり、創作は民族語のキクユ語のみですると宣言。

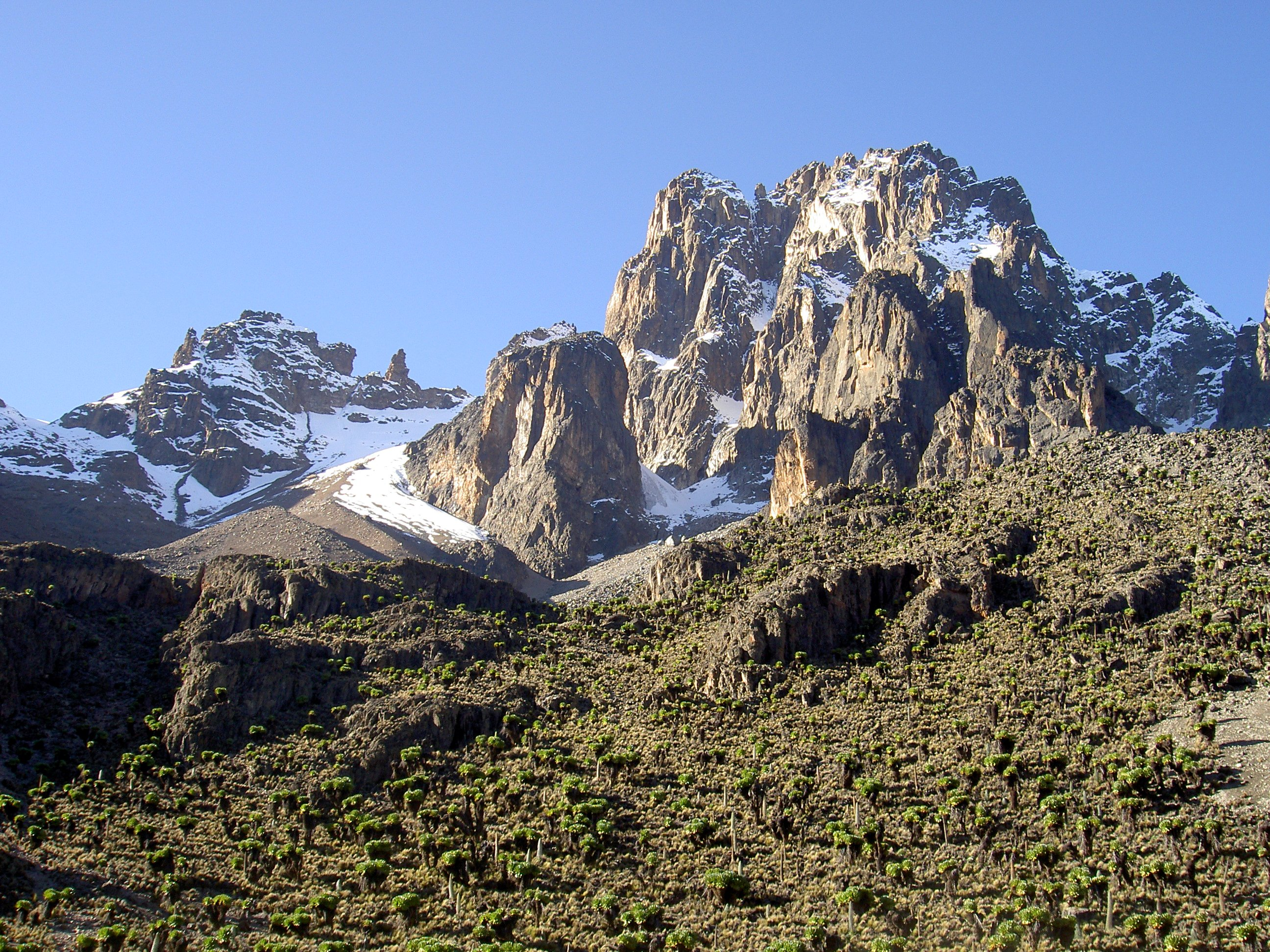
ケニア最高峰のケニア山。1997年に世界遺産に登録された。

### 文学
小説界ではケニア独立戦争を英語で描いた『夜が明けるまで』（1964年）発表後、グギ・ワ・ジオンゴは以降の新作はキクユ語のみで上梓すると宣言した。読むべき小説家として『猟犬のための死体』（1974年）の著者メジャ・ムアンギ、『スラム』（1981年）のトマス・アカレ、『デダン・キマジ』（1990年）でケニア土地自由軍の指導者を描いたサムエル・カヒガなどの名前も挙がる。

### 世界遺産
ケニア国内には、ユネスコの世界遺産リストに登録された文化遺産が4件、自然遺産が3件存在する。

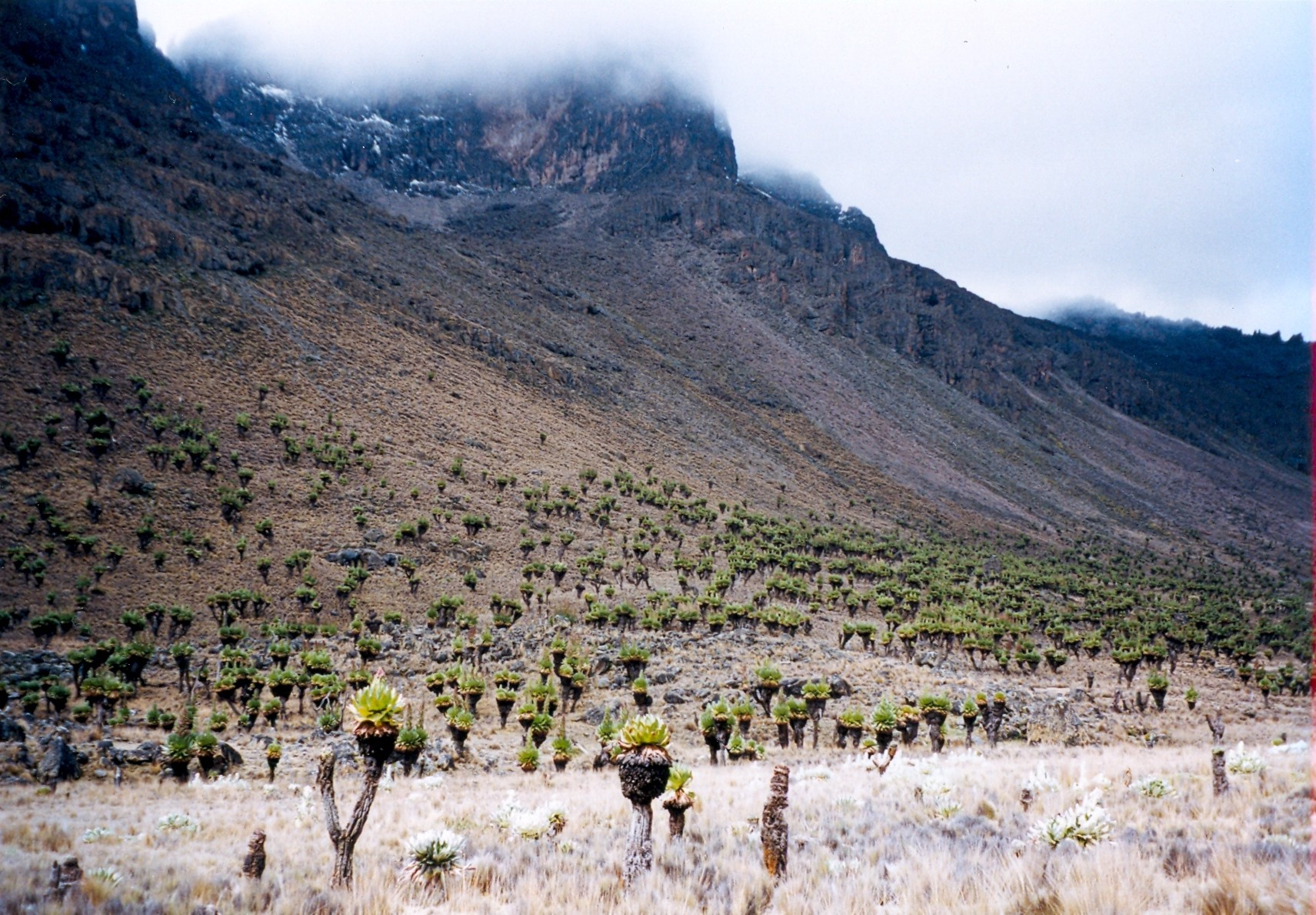
ケニア山国立公園/自然林（1997年、自然遺産[17]）
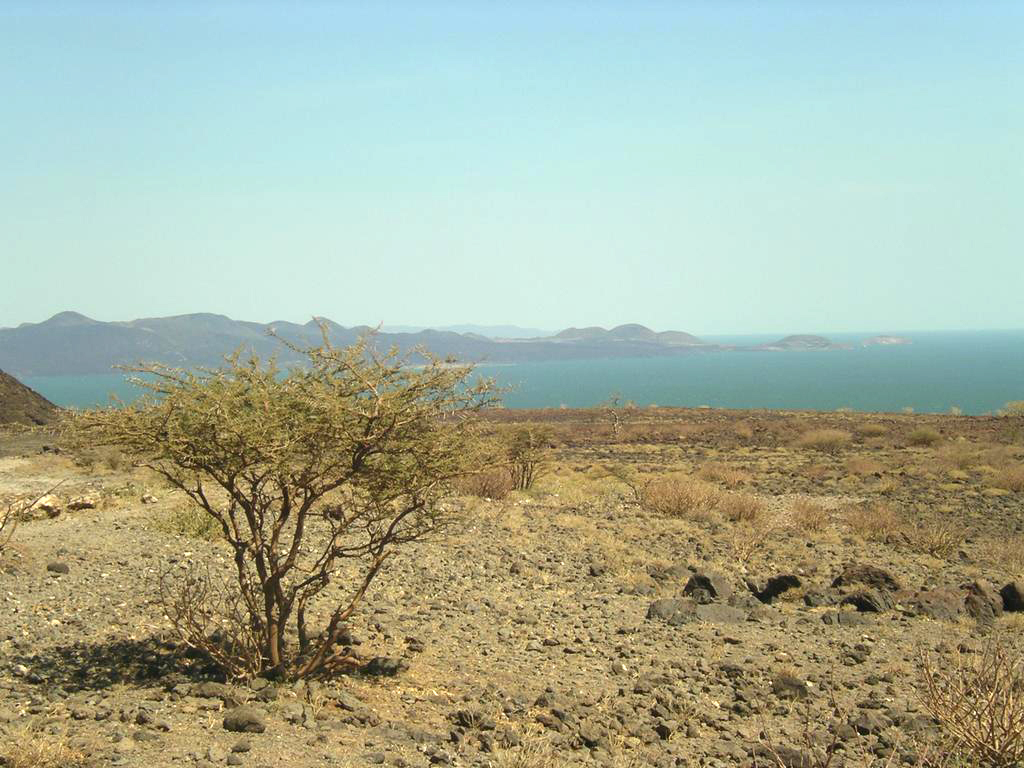
トゥルカナ湖国立公園群（1997年、自然遺産[18]）
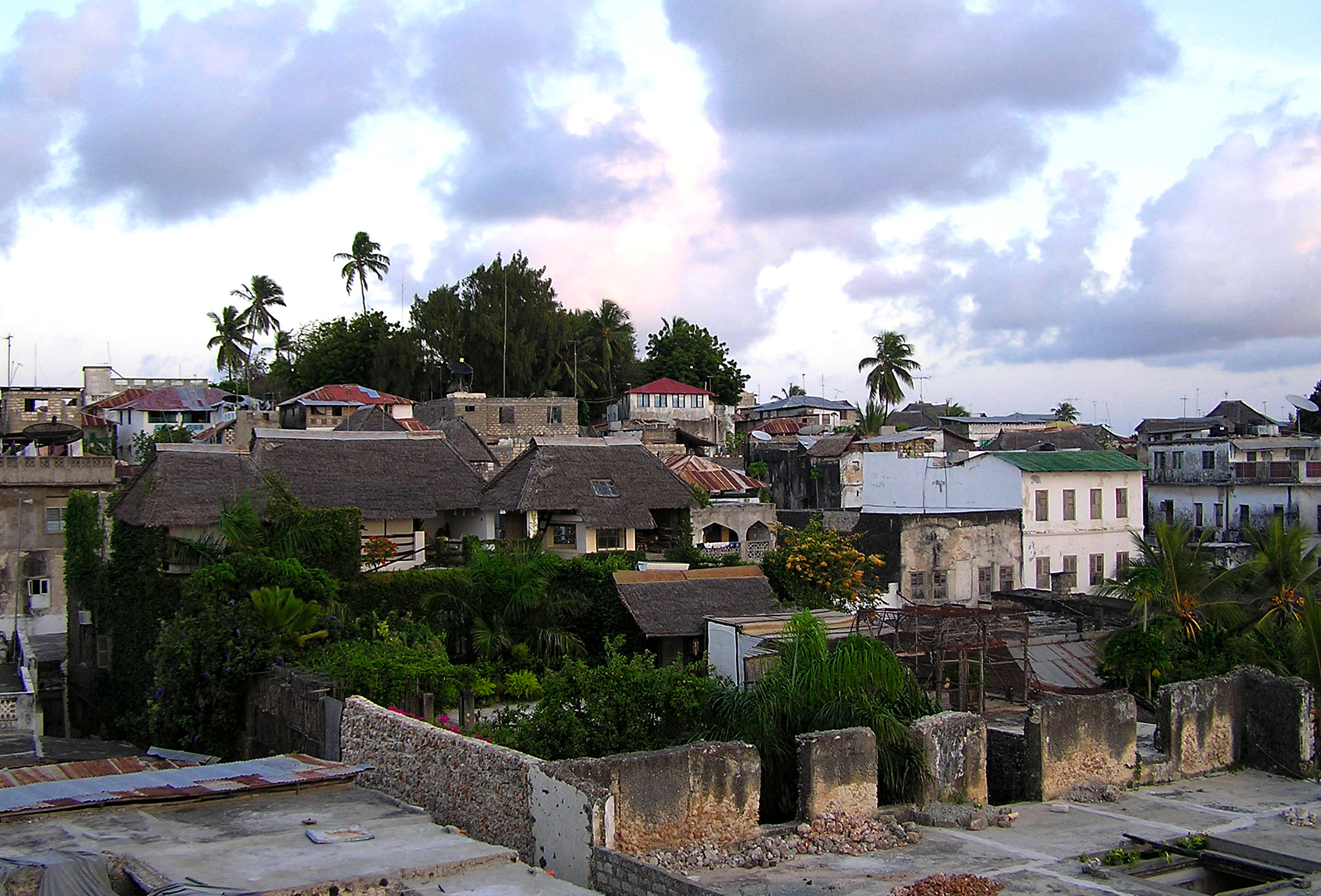
ラム旧市街（2001年、文化遺産）
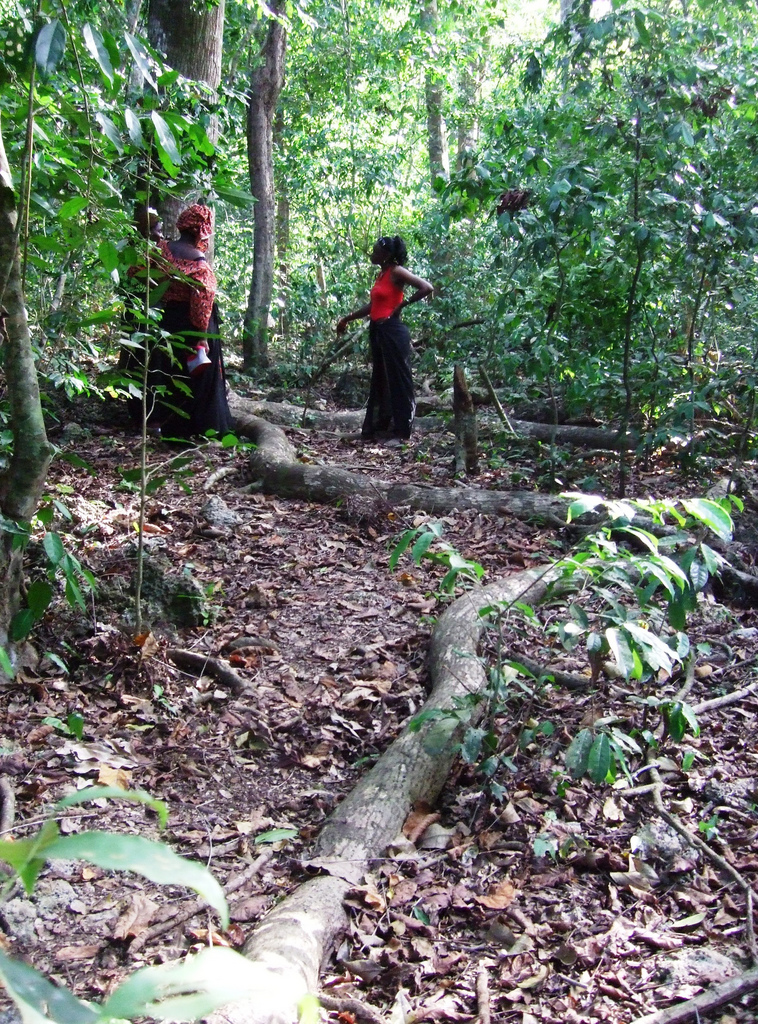
ミジケンダのカヤの聖なる森林群（2008年、文化遺産）

### 祝祭日
| 日付     | 日本語表記           | 現地語表記     | 備考                                                                     |
| -------- | -------------------- | -------------- | ------------------------------------------------------------------------ |
| 1月1日   | 元日                 | New Year's Day |                                                                          |
| 3月or4月 | 聖金曜日             | Good Friday    | 移動祝日                                                                 |
| 3月or4月 | イースター・マンデー | Easter Monday  | 移動祝日                                                                 |
| 5月1日   | メーデー             | Labour Day     |                                                                          |
| 6月1日   | マダラカデー         | Madaraka Day   | 独立前の自治獲得記念（1963年）                                           |
| 10月10日 | フドゥマデー         | Huduma Day     | 2019年まで Moi Day                                                       |
| 10月20日 | マシュジャアデー     | Mashujaa Day   | 旧称のケニヤッタ・デーから2010年に独立の英雄を祝う日へと名称・趣旨を変更 |
| 12月12日 | 独立記念日           | Jamuhuri Day   | 1963年12月12日                                                           |
| 12月25日 | クリスマス           | Christmas Day  |                                                                          |
| 12月26日 | ボクシング・デー     | Boxing Day     |                                                                          |

10月10日に指定されていたモイデー（Moi Day ）はいったん2010年に廃止されたが2017年に復元され、2019年12月に閣議を経て「フドゥマデー」（Huduma Day ）へ改称された。

### スポーツ
ケニア国内では、陸上競技とサッカーが最も人気のスポーツとなっている。とりわけ陸上競技の長距離走の人気は高く、隣国エチオピアと並んで世界屈指の強豪国として知られている。2008年北京五輪・男子マラソンの金メダリストサムエル・ワンジルをはじめ、オリンピックや世界陸上などでは優勝者を輩出している。
サッカー
ケニアではサッカーも盛んであり、1963年にプロサッカーリーグのケニア・プレミアリーグが創設された。ケニアサッカー連盟（FKF）によって構成されるサッカーケニア代表は、これまでFIFAワールドカップには未出場となっている。アフリカネイションズカップには6度出場しているものの、いずれの大会もグループリーグで敗退している。
ケニア人の著名なサッカー選手として、マイケル・オルンガが特にアジア諸国においては知られており、2020年Jリーグ得点王および最優秀選手賞（MVP）を受賞し、翌年にアル・ドゥハイルSCに移籍したのち、AFCチャンピオンズリーグ2021では得点王に輝いている。さらに2021-22シーズンのカタール・スターズリーグにおいても、25ゴールを挙げ得点王となった。またオルンガの他にも、マクドナルド・マリガがイタリアのセリエAで活躍し、さらにマリガの弟であるビクター・ワニアマは、イングランドのプレミアリーグでプレーした。

## 著名な出身者
| - グリンダ・チャーダ - 映画監督 - トマス・アカレ - 作家 - ムワイ・キバキ - 元大統領 - ワンガリ・マータイ - 政治家 | マラソン選手 - エリウド・キプチョゲ - ダニエル・ジェンガ - ポール・テルガト - キャサリン・ヌデレバ - エリック・ワイナイナ - ダグラス・ワキウリ - サムエル・ワンジル | 陸上選手 - ウィルソン・キプケテル - - ピーター・コエチ - ウィリアム・シゲイ - ウィリアム・タヌイ - リチャード・チェリモ - ポール・ビトク | サッカー選手 - デニス・オリエク - 引退 - マクドナルド・マリガ - 引退 - ヨハンナ・オモロ - 引退 - ローレンス・オルム - 引退 - ビクター・ワニアマ - アユブ・マシカ - マイケル・オルンガ |

### バラク・オバマ
ケニア人のバラク・オバマ・シニアとアン・ダナムの間に生まれたバラク・オバマが、アメリカ合衆国初の黒人大統領に就任した。オバマは同国では育てられていないが、過去にケニアを数回訪問している。両親は既に故人であるが、生存している祖母サラ・オバマの元には大統領就任の際、国外を含む10以上のメディアが押し寄せたと伝えられている。
ムワイ・キバキ大統領（当時）は、ジョン・マケイン候補が敗北を認めた直後に、「オバマ氏の勝利はケニアにとっての勝利でもある」と歓迎する声明を発表。更に祝意を表するため、11月6日を国民の祝日にすると宣言した。オバマという姓はルオ族の姓であり、ヨーロッパ系の姓のみであった歴代アメリカ大統領の中に初のアフリカ独自の姓が現れたのである。またオバマの父はイギリス植民地時代に生まれ、オバマの母はイギリス人の血を引くためにオバマは大英帝国に関わりが深いアメリカ人でもある。